# Władysław Bochnak
Władysław Bochnak (ur. 11 sierpnia 1934 w Groniu, zm. 1 listopada 2014 w Legnicy) – polski duchowny katolicki, protonotariusz apostolski (infułat) diecezji legnickiej, doktor habilitowany teologii, profesor belwederski nauk teologicznych, profesor Papieskiego Wydziału Teologicznego we Wrocławiu, honorowy obywatel Legnicy.

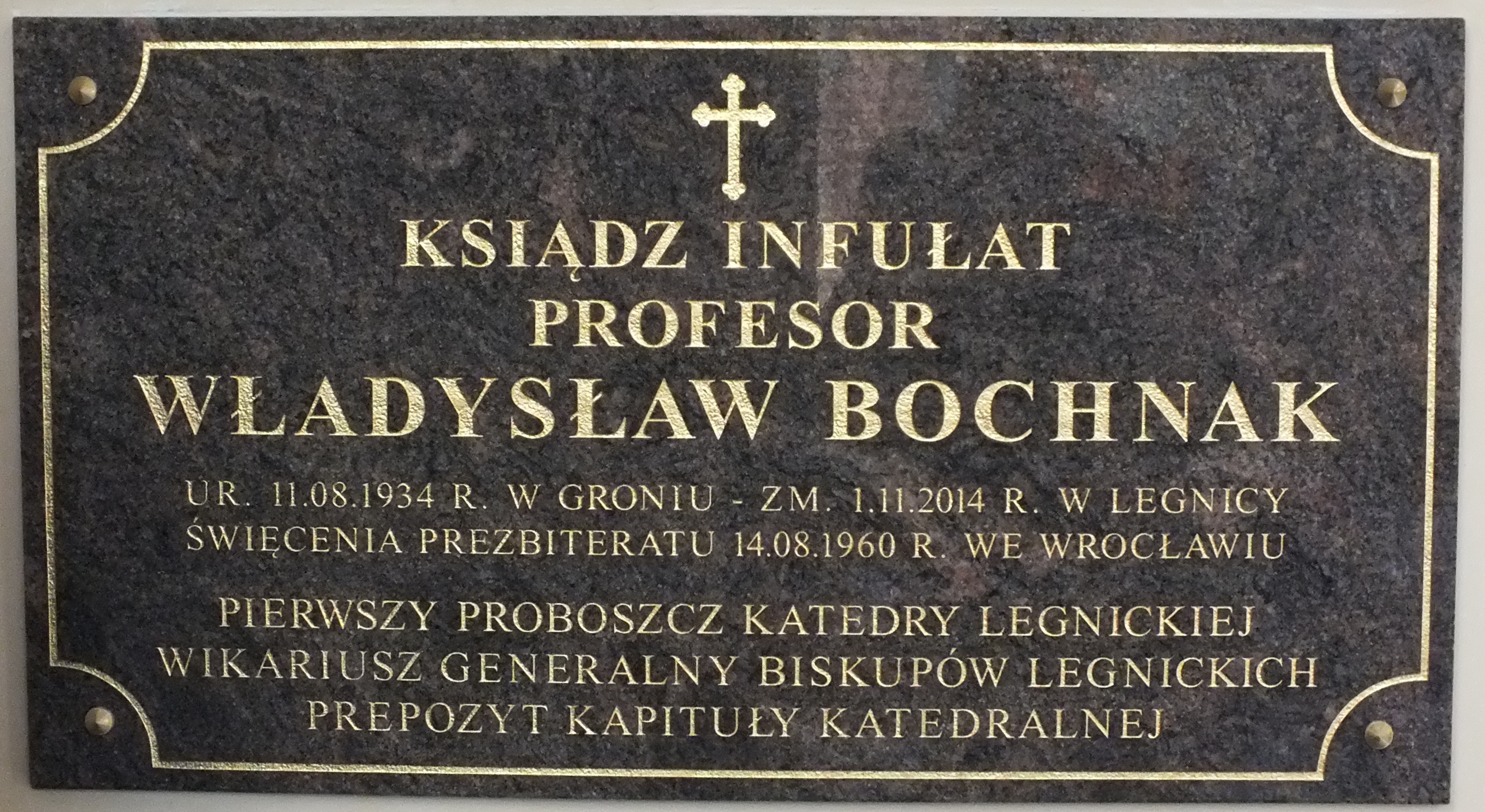
Tablica pamiątkowa ku czci ks. Władysława Bochnaka nad kryptą w katedrze Świętych Apostołów Piotra i Pawła

## Młodość
Urodził się 11 sierpnia 1934 w Groniu koło Nowego Targu jako trzeci z ośmiorga dzieci Władysława i Anieli z domu Klikuszowian. Ochrzczony został 15 sierpnia 1934 w kościele parafialnym w Białce Tatrzańskiej. Czas wojny spędził w domu rodzinnym, a od 1 sierpnia 1941 rozpoczął naukę w szkole podstawowej w rodzinnej miejscowości. Po zakończeniu II wojny światowej wyjechał ze swoimi braćmi do Krakowa i tam podjął pracę przy budowie Nowej Huty. W tym okresie kształtowało się i dojrzewało powołanie do kapłaństwa, na co wielki wpływ mieli ojcowie cystersi z Mogiły. W latach 1952–1955 uczęszczał do szkoły średniej, a 22 maja 1955 zdał maturę. Po zdaniu egzaminu dojrzałości w maju 1955, wstąpił do Metropolitarnego Wyższego Seminarium Duchownego we Wrocławiu. 

## Kapłaństwo
Święcenia kapłańskie otrzymał 14 sierpnia 1960 z rąk bp. Andrzeja Wronki w archikatedrze wrocławskiej. Pierwszą placówką, w której podjął pracę kapłańską i katechetyczną, była parafia w Miliczu (1960–1963). W sierpniu 1963 r. został skierowany do parafii Świętej Trójcy w Legnicy, a w grudniu tegoż roku został przeniesiony do Chojnowa. Pracował tam aż do 1965 r. W lipcu 1965 r. na prośbę ks. dziekana Tytusa Korczyka ponownie podjął pracę w parafii Świętej Trójcy w Legnicy, gdzie oprócz normalnych zajęć przeprowadził gruntowny remont kościoła św. Jacka. 3 maja 1966 r. w ramach obchodów tysiąclecia chrześcijaństwa w Polsce, na placu przy kościele św. Jacka w Legnicy, wygłosił podczas uroczystej Eucharystii kazanie patriotyczne, co było później przyczyną rewizji w mieszkaniu, przesłuchań w Urzędzie Bezpieczeństwa we Wrocławiu oraz rozprawy sądowej w Legnicy, zakończonej wyrokiem pozbawienia wolności na rok w zawieszeniu. 1 maja 1968 r. został mianowany proboszczem parafii św. Ap. Piotra i Pawła w Bogatyni, gdzie podjął się odbudowy spalonego kościoła i organizacji zaplecza katechetycznego dla dzieci i młodzieży. 22 lutego 1971 r. został mianowany dyrektorem administracyjnym seminarium duchownego we Wrocławiu, a także referentem do spraw budownictwa w archidiecezji wrocławskiej.
Po śmierci bpa Pawła Latuska, 4 maja 1973 r. kard. Stefan Wyszyński mianował ks. Władysława Bochnaka Komisarzem Zakonu Sióstr Magdalenek od Pokuty w Lubaniu Śląskim. Dzięki jego staraniom Siostry otworzyły nowy dom w Jeleniej Górze. Później opracował wraz z ks. Józefem Rybczykiem i ks. Bronisławem Zubertem konstytucję Zakonu Sióstr Magdalenek od Pokuty w duchu odnowy i ustawodawstwa soborowego. Pozostał Komisarzem Zakonu do 1984 r.
21 maja 1975 r. zdobył magisterium z historii Kościoła na Katolickim Uniwersytecie Lubelskim. 1 września 1981 r. został mianowany diecezjalnym dyrektorem dobroczynności, dyrektorem duszpasterstwa chorych i przewodniczącym bratniej pomocy kapłańskiej. 13 października 1983 r. obronił doktorat na Papieskiej Akademii Teologicznej w Krakowie i został adiunktem na Papieskim Wydziale Teologicznym we Wrocławiu. Promotorem jego pracy doktorskiej był ks. Bolesław Kumor. 27 stycznia 1988 r. kard. Henryk Gulbinowicz ustanowił ks. Władysława Bochnaka proboszczem parafii pw. św. Ap. Piotra i Pawła w Legnicy, był nim aż do czasu przejścia na emeryturę w 2011 r.  
W latach 1989–2010 był dziekanem, najpierw dekanatu Legnica Zachód, a później dekanatu Legnica Katedra. 
25 marca 1992 r. wobec duchowieństwa i wiernych zgromadzonych w kościele św. Ap. Piotra i Pawła w Legnicy, odczytał bullę papieża Jana Pawła II Totus tuus Poloniae Populus oraz dekret wykonawczy abpa Józefa Kowalczyka, nuncjusza apostolskiego w Polsce, dotyczące powstania diecezji legnickiej. Tego samego dnia bp Tadeusz Rybak, ordynariusz legnicki mianował ks. Bochanka proboszczem parafii katedralnej i wikariuszem biskupim ds. ekonomicznych.
25 marca 1993 r. – papież Jan Paweł II nadał mu godność Protonotariusza Apostolskiego /Infułata/.
W 1994 r. został kanonikiem gremialnym oraz prepozytem Legnickiej Kapituły Katedralnej. 19 marca 1995 r. dekretem biskupa legnickiego został ustanowionym opiekunem i rektorem Bractwa św. Józefa w Krzeszowie.  W 1997 r. uzyskał habilitację na Wydziale Teologicznym we Wrocławiu, a od 2009 r. otrzymał tytuł profesora zwyczajnego tego wydziału. Ponadto pełnił posługę kapelana policji, wojska, a także straży pożarnej. W 2001 roku uhonorowany Śląską Nagrodą im. Juliusza Ligonia. W 2002 roku za zasługi dla wrocławskiej teologii odznaczono go medalem "Ponifica Facultas Theologica Vratislaviensis". W  2004 r. został wyróżniony przez władze miejskie Legnicy tytułem Honorowego Obywatela miasta. Zmarł 1 listopada 2014 roku, w Szpitalu Wojewódzkim w Legnicy po długiej chorobie. Został pochowany w legnickiej katedrze 5 listopada 2014 r.

## Publikacje
- Religijne stowarzyszenia i bractwa katolików świeckich w diecezji wrocławskiej (od XVI wieku do 1810 roku), Wrocław 1983
- Z dziejów Magdalenek od Pokuty w Szprotawie, Wrocław 1985
- W służbie Bogu i ludziom: sylwetki Ślązaków, Warszawa 1989
- Dzieje Zgromadzenia Sióstr Franciszkanek Nieustającej Pomocy: (1889-1989), Wrocław 1994
- Dzieje Zakonu Magdalenek od Pokuty na Dolnym Śląsku i Łużycach, Wrocław 1996
- Jan Paweł II w Katedrze Legnickiej, Legnica 1997, ISBN 83-907812-2-0.
- Wyższe Seminarium Duchowne Diecezji Legnickiej = Il Seminario Maggiore della Diocesi di Legnica, Legnica 1997
- Kapituła Katedralna w Legnicy, Legnica 2000
- Kościół pw. śś. Ap. Piotra i Pawła w Strzegomiu: ośrodek kultu Matki Boskiej Strzegomskiej, Legnica 2001  ISBN 83-88214-25-X
- Z otchłani obozu Gross-Rosen światło nadziei: błogosławiony ks. Władysław Błądziński i inni męczennicy, Legnica 2001
- Księżna Anna i Piastowska Fundacja w Krzeszowie, Legnica 2002  ISBN 83-89204-00-2
- Początki diecezji legnickiej, Legnica 2004
- Legnickie Pole miejscem jedności chrześcijańskiej Europy, Legnica 2006
- Księżna Anna Śląska, 1204-1265 – w służbie ludu śląskiego i kościoła, Wrocław 2007  ISBN 978-83-60370-14-8
- Z dziejów parafii Groń-Leśnica na Podhalu, Legnica 2009
- Nobilissimo et bono magistro: księga pamiątkowa ku czci księdza infułata profesora Bolesława Kumora, Legnica 2011
- Książę Henryk II Pobożny jako kandydat do chwały ołtarzy, Legnica 2012
- Bulla kanonizacyjna św. Jadwigi Śląskiej, Legnica 2014